# یانووو (شهرستان نوو دوور مازوویتسکی)
یانووو (به لاتین: Janowo) یک روستا در لهستان است که در گمینا زاکروچم واقع شده‌است.